# دانيال حقيقتجو
دانيال رضا حقيقة جو (من مواليد 1985/1986)، والمعروف باسم دانيال حقيقتجو، هو مجادل مسلم سني أمريكي وكاتب ومتحدث عام وداعية إسلامي. وهو معروف بمناظراته عبر الإنترنت لصالح المحافظة، وانتقاداته للحداثة، والجدل المؤيد للإسلام، وتعليقاته على القضايا المحيطة بالمسلمين والحداثة، فضلًا عن تقاطع الفكر الفلسفي الغربي والتاريخ الفكري الإسلامي، وهو من مؤيدي الوحدة الإسلامية بشتّى المذاهب، ومن منتقدي الوهابية وتكفيرها لبقية المذاهب.

## الحياة المبكرة والتعليم
وُلِد حقيقتجو باسم دانيال رضا حقيقت جو في هيوستن، قي تكساس، لوالدين إيرانيين هما رضا حقيقت جو، وهو مهندس أنظمة في شركة بوينج، ونيلي حقيقت جو، وهي وكيلة عقارات. نشأ حقيقتجو في هيوستن، حيث يعيش حاليًا. درس الفيزياء مع تخصص فرعي في الفلسفة في جامعة هارفارد وأكمل درجة الماجستير في الفلسفة في جامعة تافتس. كما يدرس حقيقتجو أيضًا العلوم الإسلامية التقليدية مع علماء المسلمين بدوام جزئي.

## الحياة المهنية
كان حقيقتجو كاتبًا في مجلة أمور المسلمين (بالإنجليزية: Muslim Matters) الإلكترونية من عام 2014 حتى عام 2017. في الفترة ما بين 2015 و2016، أنشأ حقيقتجو قناة يوتيوب تشككات المسلم (بالإنجليزية: Muslim Skeptic) وأنشأ أيضًا موقعًا إلكترونيًا يحمل نفس الاسم، حيث يوفر كلاهما أبحاثًا شخصية ومنفذًا للرأي، وخاصة فيما يتعلق بالنقد بين الأديان، والحداثة، والأحداث الجارية، والأسرة، وتقارير المساءلة عن الشخصيات التي يدعي أنها تحاول تغيير الإسلام من الداخل.

### الجدل
في عام 2023، أثارت دعوة حقيقتجو إلى العديد من الكليات في نيويورك جدلًا بين بعض طلابها المسلمين بسبب آرائه عن أن الأم لا يمكن تبديل دورها للطفل، وخاصة آرائه حول الأدوار الجندرية وانتقاد الصهيونية. 
في آذار 2024، وبعد نقده لإسرائيل، ادعت رابطة مكافحة التشهير أن حقيقتجو انخرط في معاداة السامية، وترويج الإرهاب، ونظريات المؤامرة، ودفع الخطاب المتطرف، والمتحيز، وكاره النساء، ومعاداة مجتمع الميم.

## الحياة الشخصية
وُلِد حقيقتجو في عائلة شيعية علمانية (لم تكن متدينة) وقد هاجرت للولايات المتحدة بسبب انتقادها للحكومة الإسلامية في إيران، وقد اعتنق دانيال الإسلام السني.
اختفت شقيقة هاكيتجو، دونا هاجيجات جو، البالغة من العمر 19 عامًا، في كاليفورنيا في عام 2007 أثناء حفلة واختفت مع مرتكب الجرائم الجنسية المدان جون ستيفن بورجيس، الذي أخبر الشرطة أنه أعطاها مخدرات أدت إلى تناولها جرعة زائدة، وأنه تخلص من جثتها في المحيط، وبعد ذلك لم يتم العثور عليها أبدًا.
تزوج حقيقتجو منذ عام 2008 من زوجته المصرية أم خالد، التي وُلدت في مصر، لكنها انتقلت إلى الولايات المتحدة عندما كانت طفلة ودرست أيضًا في جامعة هارفارد، حيث التقت حقيقتجو. لدى حقيقتجو أربعة أطفال من زوجته ويعيش في ضواحي هيوستن.

## طالع أيضًا
- نقد الكتاب المقدس
- نقد اليهودية
- نقد المسيحية
- نقد الهندوسية
- العلاقات الإسلامية اليهودية
- علم الكلام
- الحركة الديوبندية
- الأصولية الإسلامية